# Kyboasca
Kyboasca (лат.) — род цикадок из отряда полужесткокрылых.

## Описание
Цикадки длиной около 3 мм. Стройные, зеленоокрашенные, часто с бурыми пятнами в апикальной части надкрылий. Все апикальные жилки надкрылий отходят от дистальной части медиальной ячейки. В СССР 5 видов.
- Kyboasca bipunctata (Oshanin, 1871) — Палеарктика
- Kyboasca maligna (Walsh, 1862)
- Kyboasca zachvatkini Anufriev, 1979